# تك أغاج (مياندوآب)
تك أغاج هي قرية في مقاطعة مياندوآب، إيران. عدد سكان هذه القرية هو 386 في سنة 2006.